# Pandorina
A Pandorina a valódi zöldmoszatok törzsének egy nemzetsége, mely a Chlorophyceae osztályba, a Volvocales rendbe és a Volvocaceae családba tartozik.

## Leírás
Rendszerint 8, 16 vagy 32 sejtből álló gömbformájú kolóniákat képeznek, amelyeket körülölelő kocsonyaburok tart össze. A sejtek oválisak vagy kissé elnyúlóak, esetleg körte alakúak. Minden sejt rendelkezik két ostorral, két vakuólummal, egy szemfolttal és egy nagy, csészeformájú kloroplasztisszal, benne legalább egy pirenoiddal.
A kolóniák ostoraik segítségével koordinálják forgó vagy úszó mozgásukat. A Pandorina kolóniák polaritást és elkülönülést mutatnak a Volvox-szal szemben, miután a külső sejtek nagyobb szemfolttal rendelkeznek. A molekuláris szekvencia-vizsgálatok megmutatták, hogy a Pandorina monofiletikus.
Ivartalan szaporodáskor az egyidejűleg osztódó sejtek autokolóniákat képeznek, melyek kiszabadulnak a kolóniát körülölelő kocsonyaburokból. Ivaros szaporodás során a kolónia sejtjei 16-32 zoogamétára osztódnak fel. A méretben és mozgékonyságban kissé eltérő heterogám zoogaméták párokban egyesülnek simafalú zigótává.

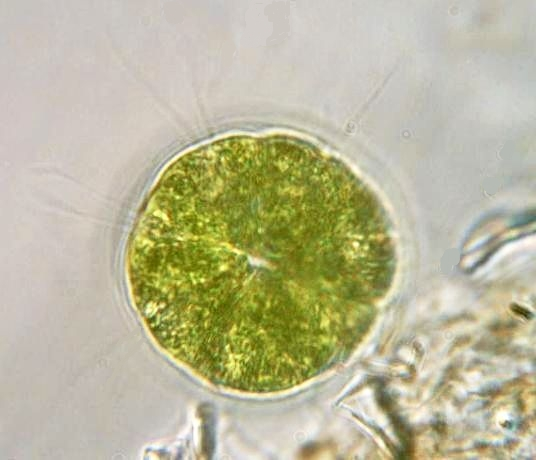
Pandorina sp.
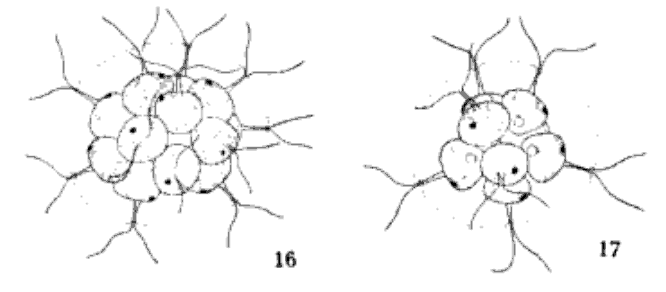
G.M. Smith rajza a Pandorina morumról
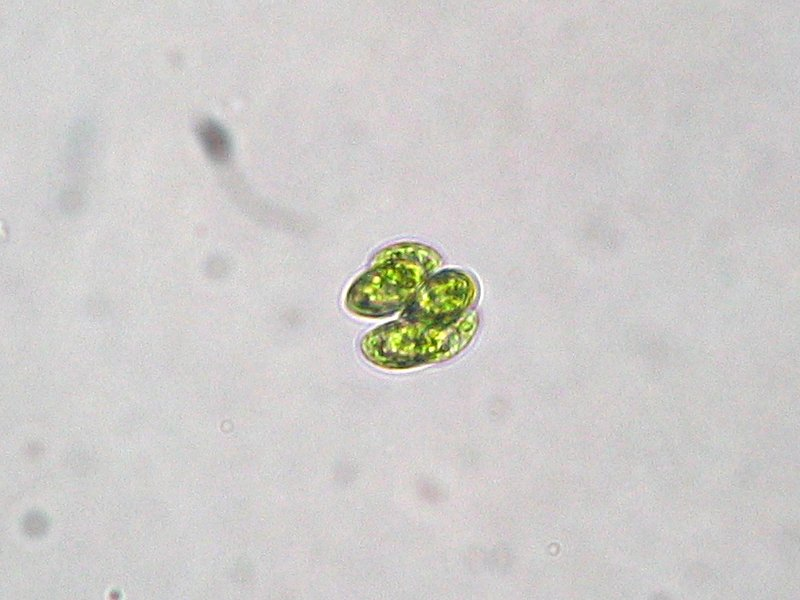
Pandorina morum